# Urocaridella
Genre
Urocaridella est un genre de crevettes nettoyeuses de la famille des Palaemonidae. 

## Liste des espèces
Selon World Register of Marine Species (1er juin 2024) :
- Urocaridella antonbruunii (Bruce, 1967)
- Urocaridella arabianensis  Akash, Purushothaman, Madhavan, Ravi, Hisham, Sudhakar, Kumar & Kuldeep, 2020
- Urocaridella cyrtorhyncha (Fujino & Miyake, 1969)
- Urocaridella cyrtorhyncha  (Fujino & Miyake, 1969)
- Urocaridella degravei  Prakash & Baeza, 2018
- Urocaridella liui  Wang, Chan & Sha, 2015
- Urocaridella pulchella Yokes & Galil, 2006
- Urocaridella urocaridella (Holthuis, 1950)
- Urocaridella vestigialis Chace & Bruce, 1993